# Chantemerle-lès-Grignan
Pour les articles homonymes, voir Chantemerle.
Chantemerle-lès-Grignan est une commune française située dans le département de la Drôme, en région Auvergne-Rhône-Alpes.

## Géographie

### Localisation
Chantemerle-lès-Grignan est situé à 7 km à l'ouest de Grignan et à 13 km à l'est de Pierrelatte.

### Relief et géologie
Le point culminant de la commune, à 352 mètres, se trouve au sud-est du village, sur le plateau du Rouvergue.
Sites particuliers :

### Hydrographie
La commune est arrosée par les cours d'eau suivants :
- la Berre ;
- le ravin de la Valadière ;
- le ravin de Saint-Maurice[2] ;
- le ravin des Blaches ;
- le ravin du Géras ;
- le ravin du Gournier ;
- le ravin du Grès.

On peut y ajouter le Ravin de Crespias.

### Climat
Pour des articles plus généraux, voir Climat d'Auvergne-Rhône-Alpes et Climat de la Drôme.
En 2010, le climat de la commune est de type climat du Bassin du Sud-Ouest, selon une étude du CNRS s'appuyant sur une série de données couvrant la période 1971-2000. En 2020, Météo-France publie une typologie des climats de la France métropolitaine dans laquelle la commune est exposée à un climat méditerranéen et est dans la région climatique  Provence, Languedoc-Roussillon, caractérisée par une pluviométrie faible en été, un très bon ensoleillement (2 600 h/an), un été chaud (21,5 °C), un air très sec en été, sec en toutes saisons, des vents forts (fréquence de 40 à 50 % de vents > 5 m/s) et peu de brouillards. 
Pour la période 1971-2000, la température annuelle moyenne est de 13,1 °C, avec une amplitude thermique annuelle de 17,6 °C. Le cumul annuel moyen de précipitations est de 848 mm, avec 6,2 jours de précipitations en janvier et 3,7 jours en juillet. Pour la période 1991-2020, la température moyenne annuelle observée sur la station météorologique de Météo-France la plus proche, sur la commune de Pierrelatte à 11 km à vol d'oiseau, est de 14,4 °C et le cumul annuel moyen de précipitations est de 795,2 mm,. Pour l'avenir, les paramètres climatiques de la commune estimés pour 2050 selon différents scénarios d'émission de gaz à effet de serre sont consultables sur un site dédié publié par Météo-France en novembre 2022.

## Urbanisme

### Typologie
Au 1er janvier 2024, Chantemerle-lès-Grignan est catégorisée commune rurale à habitat très dispersé, selon la nouvelle grille communale de densité à 7 niveaux définie par l'Insee en 2022.
Elle est située hors unité urbaine. Par ailleurs la commune fait partie de l'aire d'attraction de Pierrelatte, dont elle est une commune de la couronne,. Cette aire, qui regroupe 17 communes, est catégorisée dans les aires de moins de 50 000 habitants,.

### Occupation des sols
L'occupation des sols de la commune, telle qu'elle ressort de la base de données européenne d’occupation biophysique des sols Corine Land Cover (CLC), est marquée par l'importance des forêts et milieux semi-naturels (54 % en 2018), une proportion identique à celle de 1990 (54 %). La répartition détaillée en 2018 est la suivante : forêts (54 %), zones agricoles hétérogènes (46 %). L'évolution de l’occupation des sols de la commune et de ses infrastructures peut être observée sur les différentes représentations cartographiques du territoire : la carte de Cassini (XVIIIe siècle), la carte d'état-major (1820-1866) et les cartes ou photos aériennes de l'IGN pour la période actuelle (1950 à aujourd'hui).

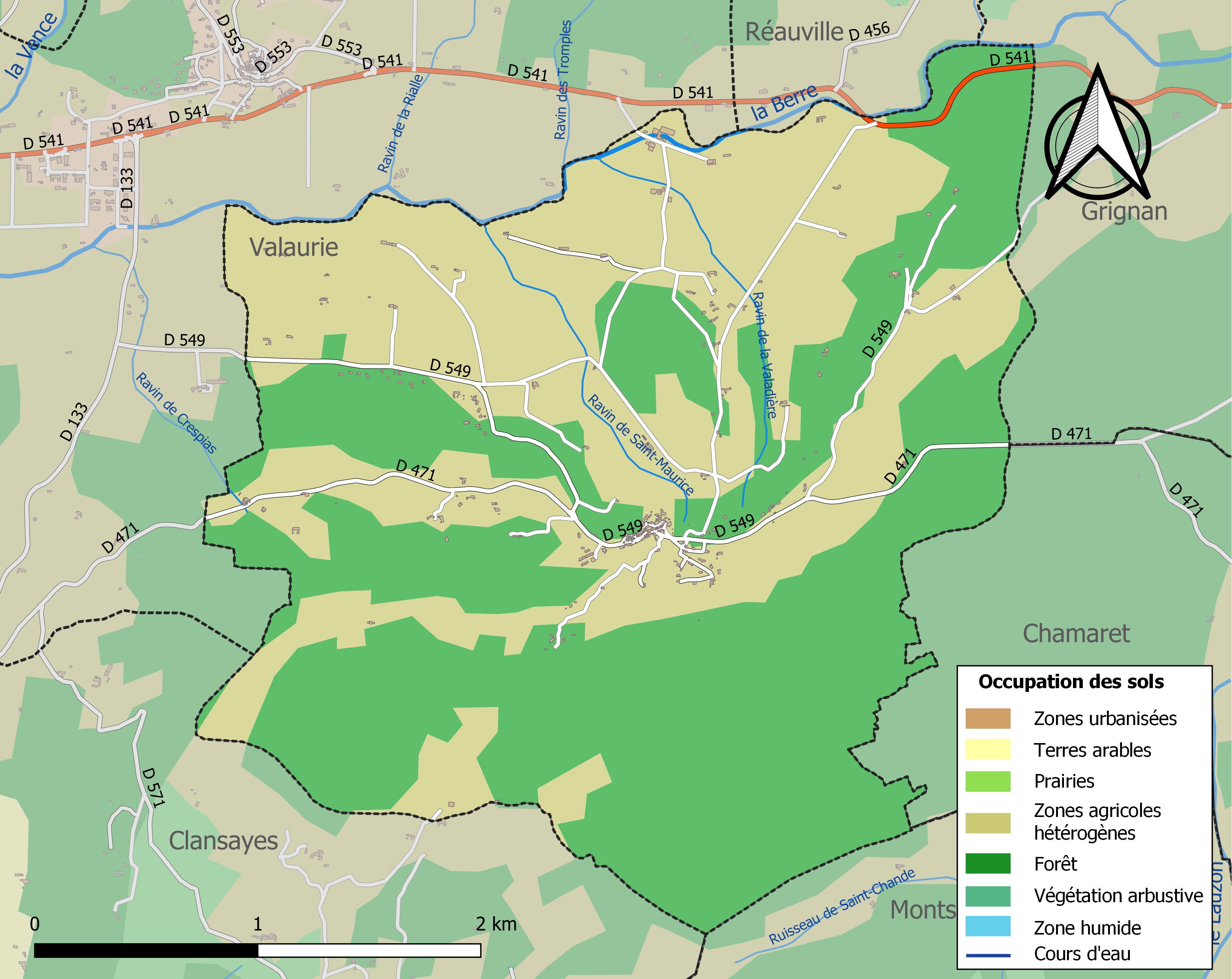
Carte des infrastructures et de l'occupation des sols de la commune en 2018 (CLC).

### Morphologie urbaine

#### Quartiers, hameaux et lieux-dits
Site Géoportail (carte IGN) :
- Bois des Dames
- Durand
- Espérouze
- Grand-Chabanne
- la Bruyère
- la Croze
- la Gardette
- la Lauze
- la Suquée
- Lêche
- le Gat
- le Géras
- le Grès
- le Moulin de Saint-Maurice
- le Plan
- le Rouvergue
- les Aunières
- les Basses Combes
- les Basses Crevasses
- les Bréchets
- les Clapiers
- les Combes
- les Cordys
- les Crevasses
- les Gipières
- les Hermas
- les Josses
- Martinelle
- Rechercha
- Saint-Maurice
- Terras

### Voies de communication et transports
La commune est desservie par les routes départementales D 471 et D 549.

### Risques naturels et technologiques

#### Risques sismiques
Le village de Chantemerle a été touché par des tremblements de terre d’intensité V-VI sur l’échelle MSK en 1772, 1773, puis en 1934. Les tremblements de terre de 1772 et 1773 appartiennent en fait à une série de séismes qui secoue la région de juin 1772 à décembre 1773 et qui touche durement Clansayes. Celui de 1934 appartient aussi à un essaim de séismes avec pour épicentre les Granges-Gontardes.

## Toponymie

### Attestations
Dictionnaire topographique du département de la Drôme :
- 1178 : de Canta Merlis (cartulaire des Templiers, 39).
- 1272 : castrum de Canta Merulis (cartulaire des Templiers, 39).
- 1370 : de Chantamerulum (ann. d'Aiguebelle, I, 520).
- 1391 : castrum et mandamentum de Chantamerla (choix de documents, 218).
- 1442 : castrum Chantamerle (choix de documents, 282).
- 1540 : Canta Merulum (du Rivail, De Allobrogibus, 116).
- 1891 : Chantemerle, commune du canton de Grignan.

1955 : Chantemerle-lès-Grignan.

### Étymologie
Chantemerle : la pierre qui sonne.

## Histoire

### Préhistoire
Des silex taillés, retrouvés sur le plateau de Rouvergue, laissent à penser que le site était déjà habité au néolithique[réf. nécessaire].
Occupation préhistorique.
- Inscriptions idéographiques.
- Dolmens[Quoi ?] bien que la Drôme soit censée ne pas avoir de mégalithes[source insuffisante],[réf. nécessaire].

### Du Moyen Âge à la Révolution
La seigneurie :
- Au point de vue féodal, la terre (ou seigneurie) est du fief des Adhémar de Grignan.
- 1272 : elle appartient à deux familles :
  - Les Montdragon, puis, en 1541, elle passe (par mariage) aux (d')Albert.
  - 1382 et 1410 : Les (des) Armands.
- Possédée tout entière par les Adhémar qui l'incorporent à leur baronnie de Grignan (au XVe siècle).
- Milieu XVIIIe siècle : distraite un moment au profit des Romieu.
- Recouvrée par la baronnie de Grignan jusqu'à la Révolution.

1698 (démographie) : 31 habitants.
Au XVIIIe siècle, un tremblement de terre se fait ressentir dans la région et dans le village. Il entraîne un bouleversement des falaises environnantes, créant ainsi les failles du « site des Crevasses ».
Avant 1790, Chantemerle était une paroisse du diocèse de Saint-Paul-Trois-Châteaux et de l'intendance et du parlement d'Aix, répondant en second ressort, pour la justice, au bailliage de Grignan. Son église, dédiée à saint Maurice, était celle d'un prieuré séculier, dépendant anciennement de celui de Saint-Amand de Montségur, ordre de Cluny, et dont le titulaire avait droit à la dîme. Le sacristain remplissant les fonctions curiales.

### De la Révolution à nos jours
En 1790, Chantemerle devint une municipalité du canton de Suze-la-Rousse, mais la réorganisation de l'an VIII (1799-1800) en a fait une commune du canton de Grignan.

## Politique et administration

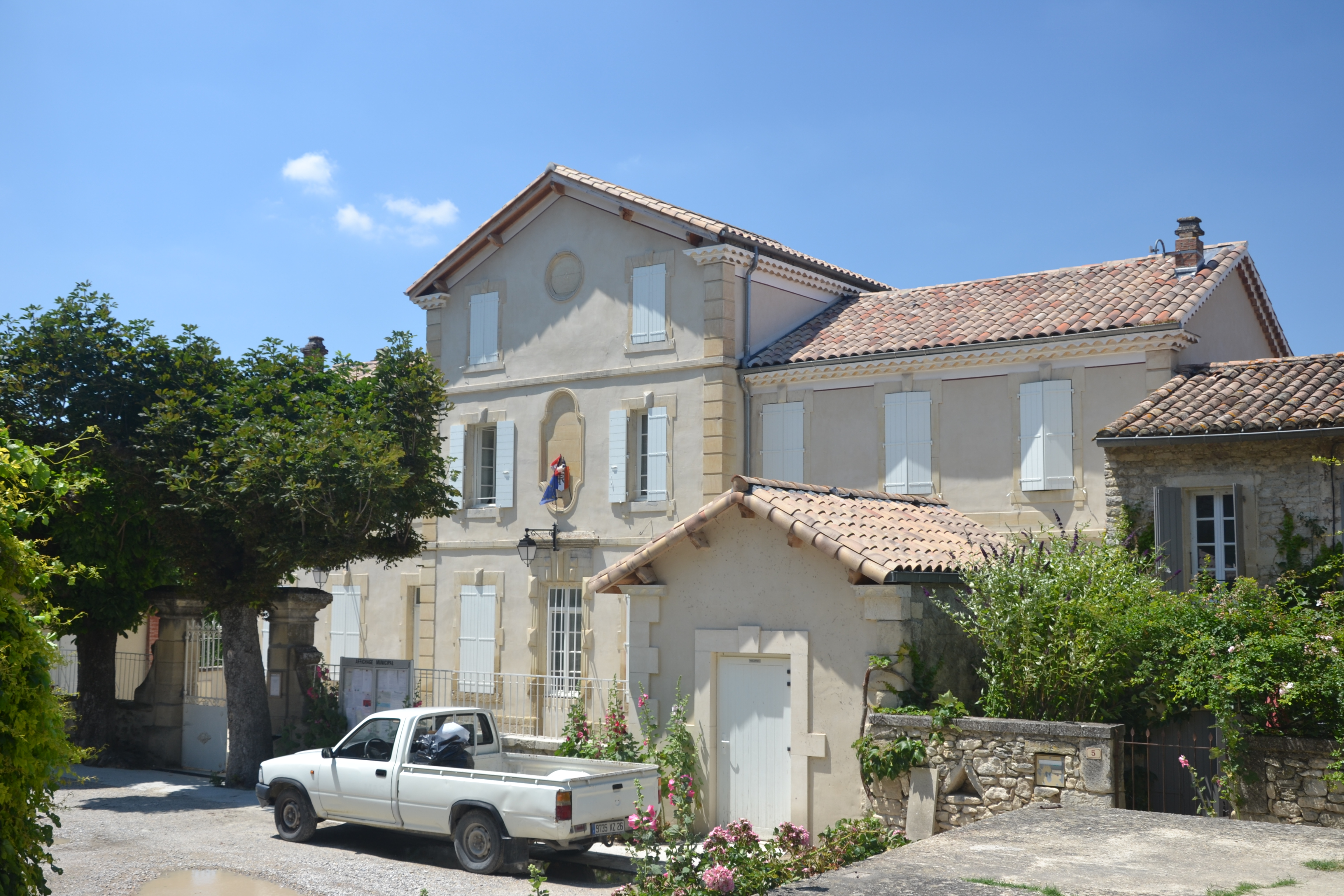
Mairie de Chantemerle-lès-Grignan.

### Liste des maires
| Période                                                                      | Période                     | Identité                             | Étiquette     | Qualité                                                                                          |
| ---------------------------------------------------------------------------- | --------------------------- | ------------------------------------ | ------------- | ------------------------------------------------------------------------------------------------ |
| Les données manquantes sont à compléter. : de la Révolution au Second Empire |                             |                                      |               |                                                                                                  |
| 1790                                                                         | 1791                        | Antoine Peillard                     |               |                                                                                                  |
| Les données manquantes sont à compléter. : depuis la fin du Second Empire    |                             |                                      |               |                                                                                                  |
| 1791                                                                         | 1792                        | Jean-Marie Gallaud                   |               |                                                                                                  |
| 1792                                                                         | 1794                        | Jean-Guillaume Dufès                 |               |                                                                                                  |
| 1794                                                                         | X                           | Jean-Louis Faure                     |               |                                                                                                  |
| X                                                                            | 1880                        | inconnu                              |               |                                                                                                  |
| 1880                                                                         | 1883                        | Herauld                              |               |                                                                                                  |
| 1883                                                                         | 1886                        | Régis Faure                          |               |                                                                                                  |
| 1896                                                                         | 1900                        | ?                                    |               |                                                                                                  |
| 1900                                                                         | 1904                        | ?                                    |               |                                                                                                  |
| 1904                                                                         | 1908                        | Pierre Brenier                       |               | Président du conseil d'arrondissement, conseiller d'arrondissement du Canton de Tain-l'Hermitage |
| 1908                                                                         | 1912                        | ?                                    |               |                                                                                                  |
| 1912                                                                         | 1919                        | ?                                    |               |                                                                                                  |
| 1919                                                                         | 1925                        | ?                                    |               |                                                                                                  |
| 1925                                                                         | 1929                        | ?                                    |               |                                                                                                  |
| 1929                                                                         | 1935                        | ?                                    |               |                                                                                                  |
| 1935                                                                         | 1945                        | ?                                    |               |                                                                                                  |
| 1945                                                                         | 1947                        | ?                                    |               |                                                                                                  |
| 1947                                                                         | 1953                        | ?                                    |               |                                                                                                  |
| 1953                                                                         | 1959                        | ?                                    |               |                                                                                                  |
| 1959                                                                         | 1965                        | ?                                    |               |                                                                                                  |
| 1965                                                                         | 1971                        | ?                                    |               |                                                                                                  |
| 1971                                                                         | 1977                        | ?                                    |               |                                                                                                  |
| 1977                                                                         | 1983                        | ?                                    |               |                                                                                                  |
| 1983                                                                         | 1989                        | ?                                    |               |                                                                                                  |
| 1989                                                                         | 1995                        | ?                                    |               |                                                                                                  |
| 1995                                                                         | 1997 (mars)                 | ?                                    |               |                                                                                                  |
| mars 1997                                                                    | septembre 2004              | Bernard Barbier                      | DVD           | mort en cours de mandat                                                                          |
| septembre 2004                                                               | 2020                        | Jacques Ortiz                        | Divers droite | retraité                                                                                         |
| 2020                                                                         | 2021 (oct.)                 | Fabienne Carmon[source insuffisante] |               |                                                                                                  |
| 2021 (oct.)                                                                  | En cours (au 17 avril 2022) | Jean-Luc Bodin                       |               |                                                                                                  |

## Population et société

### Démographie
L'évolution du nombre d'habitants est connue à travers les recensements de la population effectués dans la commune depuis 1793. Pour les communes de moins de 10 000 habitants, une enquête de recensement portant sur toute la population est réalisée tous les cinq ans, les populations de référence des années intermédiaires étant quant à elles estimées par interpolation ou extrapolation. Pour la commune, le premier recensement exhaustif entrant dans le cadre du nouveau dispositif a été réalisé en 2008.

En 2022, la commune comptait 244 habitants, en évolution de −6,51 % par rapport à 2016 (Drôme : +2,64 %, France hors Mayotte : +2,11 %).
| 1793 | 1800 | 1806 | 1821 | 1831 | 1836 | 1841 | 1846 | 1851 |
| ---- | ---- | ---- | ---- | ---- | ---- | ---- | ---- | ---- |
| 319  | 258  | 303  | 376  | 457  | 478  | 458  | 451  | 531  |

| 1856 | 1861 | 1866 | 1872 | 1876 | 1881 | 1886 | 1891 | 1896 |
| ---- | ---- | ---- | ---- | ---- | ---- | ---- | ---- | ---- |
| 517  | 456  | 458  | 444  | 410  | 403  | 389  | 405  | 407  |

| 1901 | 1906 | 1911 | 1921 | 1926 | 1931 | 1936 | 1946 | 1954 |
| ---- | ---- | ---- | ---- | ---- | ---- | ---- | ---- | ---- |
| 404  | 406  | 350  | 230  | 229  | 197  | 183  | 175  | 146  |

| 1962 | 1968 | 1975 | 1982 | 1990 | 1999 | 2006 | 2008 | 2013 |
| ---- | ---- | ---- | ---- | ---- | ---- | ---- | ---- | ---- |
| 130  | 115  | 94   | 114  | 180  | 177  | 214  | 225  | 251  |

| 2018 | 2022 | - | - | - | - | - | - | - |
| ---- | ---- | - | - | - | - | - | - | - |
| 242  | 244  | - | - | - | - | - | - | - |

### Enseignement
Chantemerle-lès-Grignan dépend de l'académie de Grenoble, mais n'a aucune école en activité. Les écoliers se rendent à l'école de Grignan. Une navette scolaire, par bus, est organisée par la municipalité.

### Santé
Aucun professionnel de la santé n'est installé à Chantemerle. Le médecin le plus proche exerce dans le village voisin de Montségur-sur-Lauzon.

### Manifestations culturelles et festivités
- Fête : 22 septembre[21].

### Loisirs
- Randonnées[21].
- Chasse[21].

### Médias
Le territoire de la commune se situe dans l'aire de diffusion de plusieurs médias :
- Presse écrite
  - Le Dauphiné libéré, quotidien régional qui consacre, chaque jour, y compris le dimanche, dans son édition de Montélimar un ou plusieurs articles à l'actualité du canton et de la commune, ainsi que des informations sur les éventuelles manifestations locales, les travaux routiers, et autres événements divers à caractère local.
  - L'Agriculture Drômoise, journal d'informations agricoles et rurales, couvre l'ensemble du département de la Drôme.
  - Drôme Hebdo (ancien Peuple Libre), hebdomadaire chrétien d'informations.
- Presse audio-visuelle
  - Ici Drôme Ardèche est une radio publique diffusée sur son territoire.

### Cultes

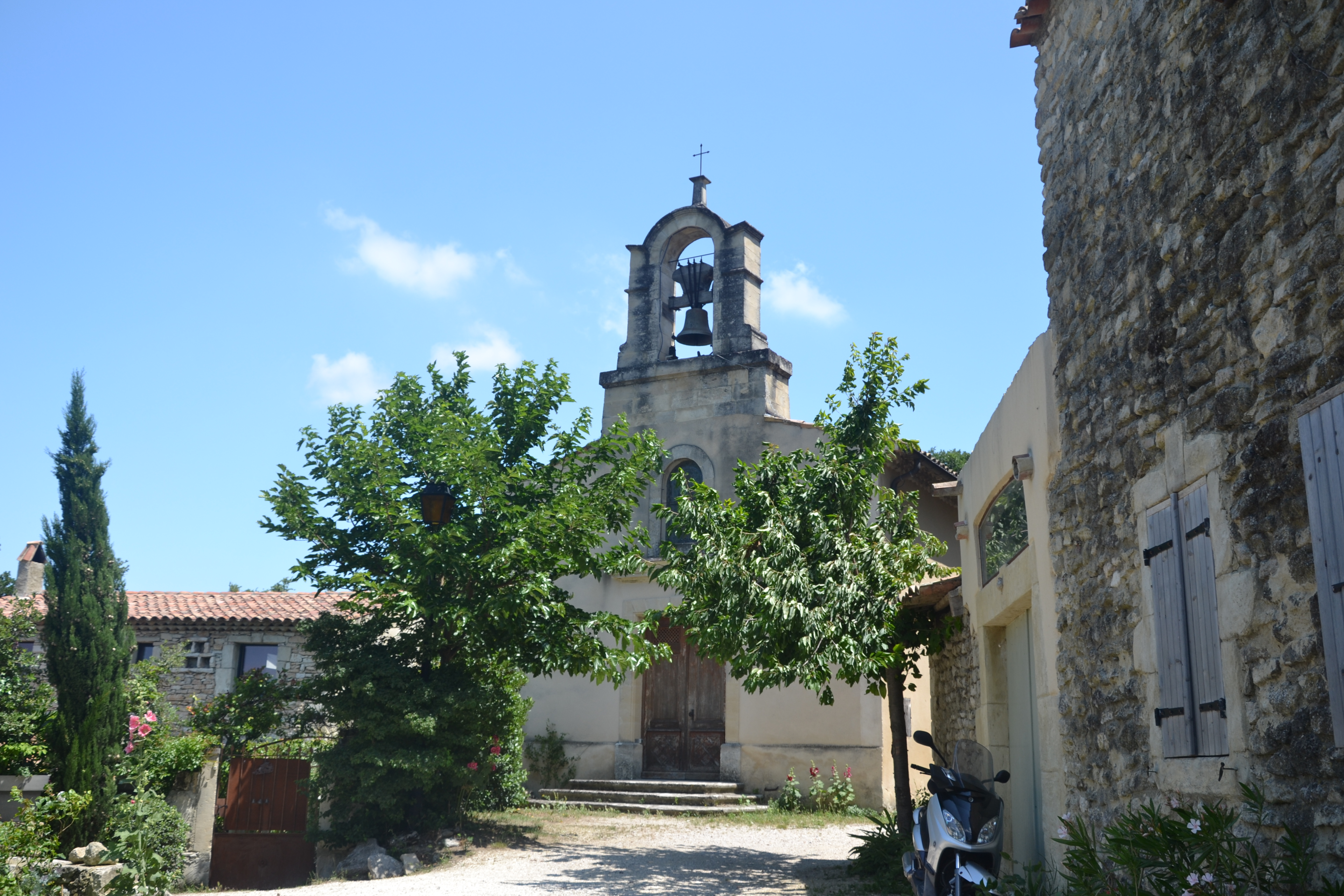
Église de Chantemerle-lès-Grignan.

La paroisse catholique de Chamaret dépend du diocèse de Valence, doyenné de Taulignan.

## Économie

### Agriculture
En 1992 : vergers, vignes (vin AOC Coteaux du Tricastin), truffes, lavande, ovins, volailles.
Chantemerle-lès-Grignan est un terroir de production des grignan-les-adhémar (anciennement Coteaux du Tricastins AOC). Trois viticulteurs sont installés dans la commune.

### Commerce
- Restaurant La Source[34].

### Industrie et artisanat
Trois sociétés et artisans du secteur bâtiment sont installés dans la commune.

### Tourisme
- Vieux village pittoresque perché[21].

Plusieurs types d'hébergement sont proposés aux touristes : 
- Six chambres d'hôte[36].
- Cinq gîtes[37].
- Un hôtel-restaurant[38].

## Culture locale et patrimoine

### Lieux et monuments
- Restes de remparts[21].

Restes de l'enceinte du village médiéval et les ruines du château restaurées au XXe siècle[réf. nécessaire].
- Chapelle ruinée Saint-Maurice : vestiges pré-roman[21]. Située dans le cimetière, elle date de 910 : chœur, piliers carrés)[réf. nécessaire].
- Chapelle « Notre-Dame-des-Grâces », datant du XIVe siècle et du XVIIIe siècle[21].
- Église du XIXe siècle[21].

Église Saint-Maurice du XVIIIe siècle[réf. nécessaire].

### Patrimoine culturel
La commune dispose d'un théâtre de plein air.

### Patrimoine naturel
- Les « crevasses » (tranchées naturelles) sur le plateau[21].

### Héraldique, logotype et devise
|  | Chantemerle-lès-Grignan possède des armoiries dont l'origine et le blasonnement exact ne sont pas disponibles. |